# Тарханы (Кировская область)
 Тарханы  — опустевшая деревня в Санчурском муниципальном округе Кировской области.

## География
Расположена на расстоянии примерно 3 км по прямой на юго-запад от райцентра поселка Санчурск.

## История
Известна с 1891 года как деревня Яранцева (Тархань), где в 1905 году было дворов 11 и жителей 78, в 1926 (уже Тарханы или Тархань, Яранцевы) 15 и 78, в 1950 17 и 65, в 1989 оставалось 20 человек. С 2006 по 2019 год входила в состав Сметанинского сельского поселения.

## Население
Постоянное население составляло 8 человек (русские 100%) в 2002 году, 0 в 2010.